# Academi
Academi，前稱黑水国际（Blackwater Worldwide）、Xe Services LLC、美國黑水（Blackwater USA），是美國的一家私人軍事、安全顧問公司。由前海豹部隊軍官艾瑞克·普林斯與Al Clark於1997年創立，公司總部位於美國的維吉尼亞州的里斯頓。 公司成立時只有6個人，911事件後，業務突飛猛進，從2002年到2005年，營業額增長了600倍。該公司在推廣市場時自稱是「全球最全面的專業軍事、執法、安全、維持和平與穩定行動的公司」。它是美國在伊拉克與阿富汗的主要軍事任務承包商（Military Contractor），負責建立與訓練伊拉克新陸軍、警察。該公司在2007年變得惡名昭彰，原因是當時公司雇員在巴格達的尼蘇爾廣場殺害了14名伊拉克平民而被定罪，其中有4名護衛在美國法院被判有罪。
美國黑水公司在虐囚門事件中所扮演的幕後角色曝光後，它的業務與營運方式就成為輿論爭議與指責的焦點，黑水国际因一連串違規事件，在2009年1月被停止在伊拉克運作的牌照，之前的合約執行至2009年9月為止。

## 公司結構
Academi由下列子公司與獨立部門組成如下：

### 黑水訓練中心
對軍隊、政府和執法機構提供戰術和武器訓練。黑水訓練中心每年也會不定期舉辦些對外開放的短期訓練課程，例如徒手戰鬥課程、狙擊手訓練課程等。在這裡受過訓練的有5萬多人。新進招募人員在經過嚴格的背景調查、犯罪紀錄調查以及通過體能測驗與臨床心理學測驗後可進入黑水學院（Blackwater Academy）接受訓練，並於結訓後進入公司服務。

### 黑水標靶系統
此部門提供與維修靶場標靶與「shoothouse」系統。

### 黑水安全顧問
黑水安全顧問（BSC）成立於2002年。它是伊拉克戰爭中受雇負責保護政府官員，建立與訓練伊拉克新陸軍、警察的60多家私營保安公司之一。
黑水安全顧問有非常好的裝備，目前已知的有：
- MD-530F（英语：MD Helicopters MD 500）直昇機，配屬於快速反應小組。
- 西科斯基S-92直升机。
- AB 412（英语：Bell 412）直昇機，使用於伊拉克。
- RG-31（英语：RG-31）人員運輸裝甲車，主要使用於伊拉克巴格達機場與綠區間的愛爾蘭路徑（英语：Route Irish）。
- Force Protection Industries（英语：Force Protection Industries）的Cougar H（英语：Cougar H）裝甲車。[10]

### 黑水飛艇公司
黑水飛艇公司成立於2006年1月，主要業務是建造及提供遙控飛艇（RPAV）監控服務。

### 黑水載具
黑水最近宣佈自製的人員運輸裝甲車熊式裝甲人員運輸車。

### 黑水海事
黑水海事提供海事保安單位的戰術訓練。

### 渡鴉開發群
為設計與建造Academi於北卡羅來納州的訓練中心於1997年成立。

### 環球航空服務
飛機維修與策略性運輸，擁有「Presidential Airways」與 「STI Aviation」兩家航空公司。Presidential Airways聲稱獲得美國國防部的機密設施使用許可。

### 灰石有限
灰石有限註冊於加勒比海與大西洋邊界上的巴貝多，負責招募非美國籍的工作人員以執行美國境外的安全服務業務。

## 人事
黑水的創建人Erik Prince、總裁Gary Jackson、執行副總裁Bill Mathews和各個部門的負責人都是退役海豹部隊隊員。

## 設施
黑水在北卡羅來納州的設施佔地超過7,000 英畝（28 km²），其中有數個室內、室外靶場、城市模擬環境靶場。黑水擁有目前全世界最大的武器訓練設施，並在公司簡介上宣稱其為「全國最大的私營武器訓練設施」。
2006年11月，美國黑水宣佈取得位於芝加哥西邊的一處佔地80英畝的設施。該設施目前以「北方黑水」的名稱營運。
黑水同時也試圖於加州建立軍事武器訓練中心。

## 重要事件
1. 2003年4月虐囚門事件。
2. 2004年3月31日，4名美國黑水的雇傭兵在伊拉克費盧傑遭到伏擊全部死亡，之後他們的屍體被伊拉克武裝分子和當地人焚燒，還拖著燒焦的屍體遊街。[18][19]
3. 2005年4月一架美國黑水的Mi-8直升機在伊拉克被擊落，機上6名美籍傭兵、3名保加利亞籍機師以及2名斐濟槍手全部死亡，乘員都是美國黑水的雇員[20]。
4. 2007年1月23日，5名美國黑水的雇傭兵，所搭乘的H-6直升機在伊拉克被擊落，全部死亡。[21][22]
5. 2007年9月17日，伊拉克內政部宣布，由於黑水的警衛在16日保護美國國務院的一隊車隊時，涉嫌開槍殺死八名平民，另擊傷十三人，其在伊拉克的經營牌照一度被吊銷[23][24]。
6. 2007年9月22日，兩名前黑水僱員於北卡羅來納州法院承認，走私軍火到伊拉克黑市，並表示會合作以換取減刑。不過黑水公司隨即發表聲明，否認公司有走私軍火到伊拉克，亦不清楚其員工是否走私軍火的行為。之前，有美國媒體報導，黑水涉嫌走私軍火到伊拉克，給一個同時被美國、歐盟、北約列為恐怖份子的庫爾德人武裝組織。土耳其亦聲稱從庫爾德工人黨手中繳獲了一批美國製造的武器。
7. 2007年9月30日，美國的「新聞週刊」報導，伊拉克警方掌握的證據，包括多位目擊證人的證詞，以及一捲錄影帶顯示美國黑水的僱員，於9月16日在巴格達的槍擊事件中，在沒有受到挑釁的情形下開槍濫射。
8. 2008年11月9日，黑水因未經授權向伊拉克和約旦運輸軍火，可能面臨商務部的刑事指控，和數百萬美元的罰款。

## 延伸閱讀

### 書籍
- Singer, P. W. (2003) Corporate Warriors: The Rise of the Privatized Military Industry Cornell University Press, Ithaca, New York, ISBN 0-8014-4114-5.
- Pelton, Robert Young (2006) Licensed to Kill, Hired Guns in the War on Terror Crown Books, New York, ISBN 1-4000-9781-9; Extensive material on Blackwater in Prologue and Chapter 2, "The New Breed," Chapter 5, "The Blackwater Bridge," Chapter 6, "Under Siege," which discusses Blackwater at An Najaf, Chapter 7, "The Dog Track and the Swamp," which chronicles Pelton's visits to Blackwater training facilities, one of which is a dog track, Chapter 8, running the Gauntlet, and Chapter 11, "The Lord and the Prince," partly about Erik Prince.
- Scahill, Jeremy (2007). Blackwater: The Rise of the World's Most Powerful Mercenary Army.
- Simons, Suzanne (2009) Master of war : Blackwater USA's Erik Prince and the business of war   New York : Collins. ISBN 978-0-06-165135-9. http://lccn.loc.gov/2008054005%5B%5D

### 文章
- John M. Broder, "Report Says Firm Sought To Cover Iraq Shootings,"（页面存档备份，存于） New York Times, Oct. 2, 2007.
- John M. Broder, "Chief Of Blackwater Defends His Employees,"（页面存档备份，存于） New York Times, Oct. 3, 2007.
- John M. Broder, "Ex-Paratrooper Is Suspect In Killing Of Iraqi,"（页面存档备份，存于） New York Times, Oct. 4, 2007.
- Committee on Oversight and Government Reform, United States House of Representatives, "Additional Information about Blackwater USA," Committee memorandum, Oct. 1, 2007.
- Karen DeYoung, "Other Killings by Blackwater Staff Detailed,"（页面存档备份，存于） Washington Post, Oct. 2, 20007.
- James Glanz and Alissa J. Rubin, "From Errand to Fatal Shot to Hail of Fire to 17 Deaths,"（页面存档备份，存于） New York Times, Oct. 3, 2007.
- Marybeth Laguna, "My Husband was a Blackwater Hero,"（页面存档备份，存于） Washington Post, Nov. 30, 2008.
- Robert Young Pelton, "Erik Prince, an American Commando in Exile," Men's Journal, Nov. 1, 2010.
- Ralph Peters, "Trouble For Hire: The Mercenaries Who Murder In Your Name,"（页面存档备份，存于） New York Post, Sept. 30, 2007.
- Sudarsan Raghavan, "Tracing The Paths Of 5 Who Died In A Storm Of Gunfire,"（页面存档备份，存于） Washington Post, Oct. 4, 2007.
- James Risen, "Before Shooting in Iraq, a Warning on Blackwater,"（页面存档备份，存于） New York Times, June 29, 2014.
- Eric Schmitt, "Report Details Shooting By Drunken Blackwater Worker,"（页面存档备份，存于） New York Times, Oct. 2, 2007.

## 参閲
- 雇佣兵
- 私人軍事服務公司
- 3STAR SECURITY   ACADEMY GROUP

## 外部連結
- Official website（页面存档备份，存于）
- U.S. Training Center's official website
- Greystone Limited's website (international division)